# 보찌꽁
보찌꽁(베트남어: Võ Chí Công 1912년 8월 7일~2011년 9월 8일)은 베트남의 제4대 국가 주석, 독립운동가, 공산주의 정치인이다. 
꽝남성 출신의 보지꽁의 정치 활동은 1930년, 반-프랑스, 베트남 민족주의 운동가인 판보이쩌우, 판쭈찐 과의 만남에서 시작되었다. 1935년, 인도차이나 공산당에 입당했으며, 저항운동을 벌여 프랑스 경찰 1942년에 체포되었다.
1955년, 베트남 중부의 제5전구에 부비서로 파견되었으며, 1958년 제5전구 비서가 되었다. 1961년 남베트남 민족해방전선 (일명 비엣꽁)의 창립 구성원으로서 비엣꽁 부주석이 되어, 남부 중앙국 (COSVN)의 부비서를 맡았다. 보찌꽁은 남베트남 공산당 조직의 중요 요인이었으며, 베트남 통일 후인 1976년, 베트남 공산당 정치국원이 되었다.
베트남 사회주의 공화국 수립 후에는 부수상이 되었으며, 수산부 부장 (1976년~1977년), 농업부 부장 (1977년~1978년) 을 겸임하였다. 1977년 남부 농업 개조 중앙위원회 위원장에 임명돼, 남부 농업 집단화 운동을 지휘하기도 하였다. 1978년 다시 농업부 비서가 되어 79년까지 재직했다.
1982년, 제5회 당 대회에 참석해 정치국원 겸 비서국원에 선출되었으며, 정치국 서열 제7위, 비서국 서열 제3위로 승진하였다. 1987년 국가회동 주석에 취임했으며, 1989년 헌법수정위원회 위원장을 겸해, 베트남 신헌법 (1992년 헌법)의 작성에 관여하였다. 1992년 헌법 개정으로 국가회동이 폐지되고 국가 주석제가 부활하면서 국가회동 주석에서 물러났으며, 1991년 ~ 1997년 당 중앙위원회 고문을 역임하였다.

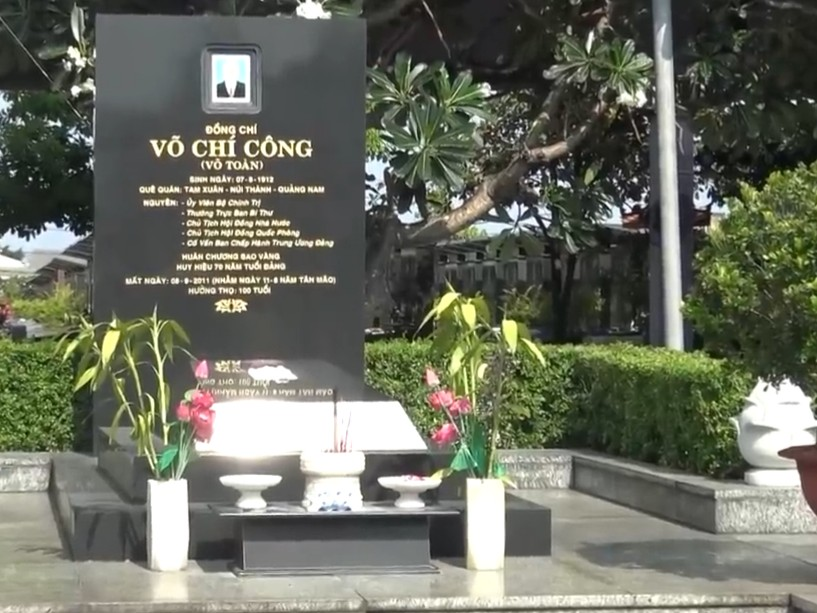
Vo Chi Cong 의 무덤

2011년 9월 8일, 호찌민시에서 사망하였다.
| 전임 쯔엉찐 | 제3대 베트남의 국가주석 1987년 6월 18일~1992년 9월 22일 | 후임 레득아인 |

| 전임 쯔엉찐 | 제3대 베트남의 국가회동 주석 1987년 6월 18일~1992년 9월 22일 |  |

|  | 베트남의 부수상 1976년~1979년 |

| 전임 쯔엉찐 | 베트남의 국가원수 1987년 6월 18일~1992년 9월 22일 | 후임 레득아인 |